# Sigmund von Renner

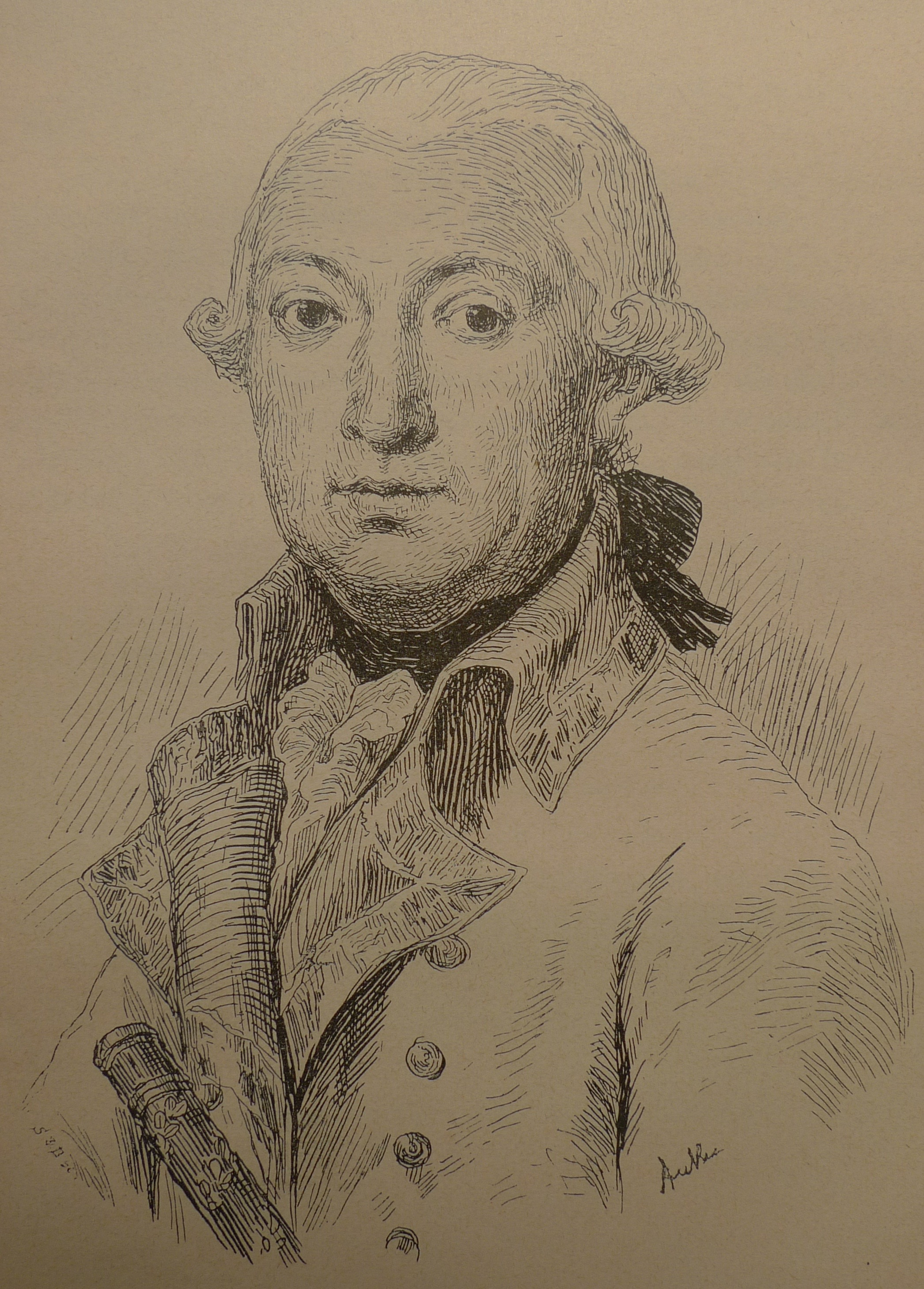
Albert Anker: Sigmund von Renner (nach einem verschollenen Porträt)

Sigmund Renner (* 6. April 1727 in Nidau, Kanton Bern; † 28. August 1800 in Neuwaldegg bei Wien), seit 1774 Freiherr von Renner, war ein kaiserlich-königlicher General schweizerischer Herkunft. Als Adjutant und Hausgenosse Feldmarschall Lacys gehörte er zur Umgebung Josephs II.

## Leben

### Herkunft
Sigmund Renner war ein Sohn des Uhrmachers und Venners von Nidau Johann Anton Renner aus dessen erster Ehe mit Maria Magdalena Gall. Nach dem Willen des Vaters sollte er die Nachfolge des Landschreibers von Nidau antreten. Daher wurde er Schreiber des Landvogts von Romainmôtier. Er überwarf sich aber mit seinem Vorgesetzten und trat 1758 als Volontär beziehungsweise Fourier in k. k. Dienste.

### Militärische Karriere

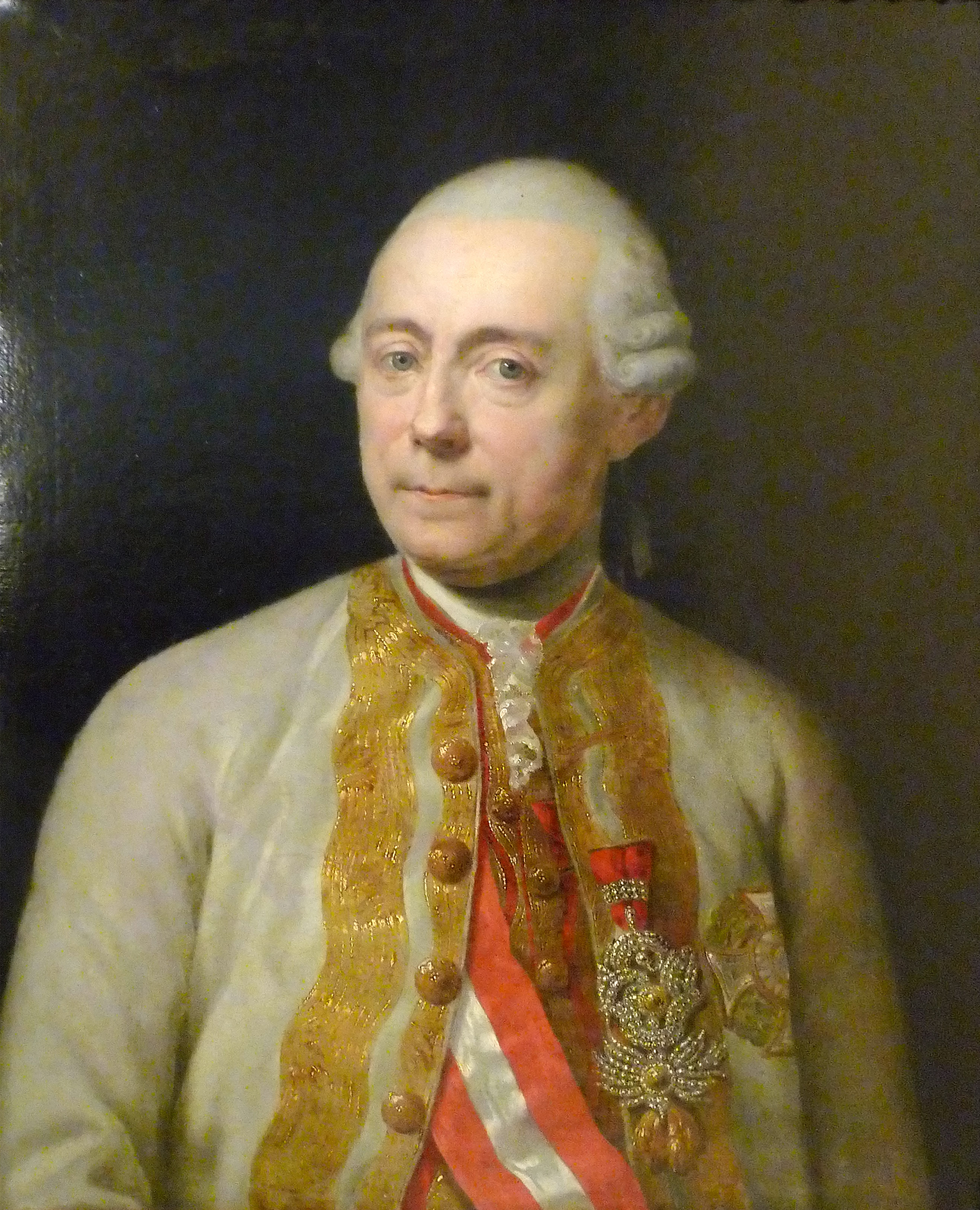
Feldmarschall Lacy

Noch im selben Jahr wurde er zum Oberleutnant befördert, nachdem er sich als Adjutant des damaligen Generalmajors Franz Moritz Graf von Lacy (1725–1801) in der Schlacht bei Hochkirch ausgezeichnet hatte. Nach erneuter Auszeichnung in der Schlacht bei Torgau machte ihn der nunmehrige Feldzeugmeister Lacy 1760 zu seinem ersten Adjutanten, auch erhob ihn Kaiser Franz I. in den Reichsadelsstand. 1768 avancierte er direkt zum Oberstleutnant und wurde Generaladjutant des als Präsident des Hofkriegsrates (1766–1774) zum Feldmarschall ernannten Lacy.
Da Lacy der militärische Mentor und engste Freund Josephs II. war, gehörte Renner zur Umgebung des Kaisers. So nahm er 1769 an dessen Begegnung mit Friedrich II. von Preussen in Nysa teil. Er begleitete Lacy, der an Tuberkulose litt, 1771 zur Kur nach Spa. 1773/74 reiste er mit Lacy durch die Schweiz nach Montpellier und über Marseille, Paris, Versailles, Spa und Brüssel zurück nach Wien. Als Lacy 1774 Staats- und Konferenzminister wurde, machte Joseph II. Renner zum Reichsfreiherrn. 1776 erhielt er den Rang eines Obersten. 1777 gab er Bern Ratschläge, wie man den als Graf von Falkenstein auftretenden Kaiser bei dessen Durchreise durch die Schweiz behandeln solle. Im Bayerischen Erbfolgekrieg war er 1778 Chef des Generalquartiermeisterstabs des von Lacy kommandierten Armeezentrums.
Nach dem Toleranzpatent Josephs II. gehörte Renner 1782 zu den Gründern der reformierten Gemeinde in Wien. 1783 wurde er Generalmajor, ging aber bereits im folgenden Jahr in Pension. Er blieb Hausgenosse Lacys und starb auf dessen Schloss Neuwaldegg.

### Geschwister
Renners Halbbruder Johann Anton (1743–1800) besass das zu Füssen der Habsburg gelegene Bad Schinznach. Später gehörte er der Verwaltungskammer des neu gegründeten Kantons Aargau an. Johann Antons Söhnen Samuel Abraham und Albert verhalf Renner zu Hauptmannsstellen in der k. k. Armee. Samuel Abraham bestimmte er zu seinem Haupterben.
Renner hatte gehofft, mit seiner Halbschwester Marianne (1747–1823) gemeinsam das Alter verbringen zu können, doch heiratete diese 1783 den Seidenbandfabrikanten und späteren Senator der Helvetischen Republik Johann Rudolf Meyer von Aarau.